# اس‌تی‌اس-۱۰۱
اس‌تی‌اس-۱۰۱ (انگلیسی: STS-101) یکی از ماموریت‌های برنامه شاتل‌های فضایی بود که در تاریخ ۱۹ می ۲۰۰۰ از پایگاه فضایی کندی به ایستگاه فضایی بین‌المللی پرتاب شد. این ماموریت توسط شاتل آتلانتیس انجام گرفت و بخشی از پروژه مونتاژ قطعات ایستگاه فضایی بین‌المللی بود.